# بیمارستان شهید فقیهی
بیمارستان شهید فقیهی یا بیمارستان سعدی بیمارستانی آموزشی و درمانی وابسته به دانشگاه علوم پزشکی شیراز واقع در استان فارس، شهر شیراز است که با ظرفیت ۳۷۳ تخت مصوب و ۴۷۹ تخت فعال که در سال ۱۳۳۰ خورشیدی تأسیس شد. این بیمارستان به نام سید محمدابراهیم فقیهی نامیده شده است.
هم‌اکنون این بیمارستان دارای اورژانس، اتاق عمل، دیالیز، شیمی درمانی، آنژیوگرافی، CCU, ICU جراحی، ICU داخلی، ارولوژی، نورولوژی، پوست، جراحی زنان و زایمان، جراحی عمومی، جراحی سرطان، جراحی کولورکتال، داخلی، ICU قلب باز، POST جراحی قلب و آنژیوگرافی، داخلی عفونی، اتفاقات جراحی، اتفاقات داخلی، اتفاقات زنان، روماتولوژی، فوریتهای داخلی، فوریتهای جراحی و دیگر واحدهای پاراکلینیکی و درمانگاهی است. از امکانات ویژهٔ این بیمارستان می‌توان به پرتودرمانی حین عمل IORT و شیمی درمانی هیپرترمیک داخل شکمی یا هایپک HIPEC اشاره کرد.

## تاریخچه
در سال ۱۲۸۶ هجری خورشیدی حیدر علی خان عزالملوک در محل فعلی بیمارستان یک مریض‌خانه احداث کرد. شهرداری شیراز در سال ۱۳۲۲ در این محل یک بیمارستان مجهز با نام «بیمارستان سعدی» یا «بیمارستان یکصد تختخوابی» بنا کرد. این بیمارستان در سال ۱۳۲۵ به آموزشگاه عالی بهداری واگذار گردید و پس از تأسیس دانشکده پزشکی شیراز در سال ۱۳۲۸، به این دانشکده پیوست. در آن دوره بیمارستان با ریاست ذبیح‌الله قربان دارای بخش‌های داخلی، جراحی، چشم‌پزشکی، زنان و زایمان و اطفال بود. در دهه ۱۳۳۰ خورشید کلاه قوامی درمانگاهی که تا قبل از نوسازی بیمارستان پابرجا بود در داخل بیمارستان احداث کرد. بخش اتفاقات در سال ۱۳۴۲، بخش قلب و ریه در سال ۱۳۴۹ و بخش پوست در سال ۱۳۵۳ شروع به کار کردند.
پس از پیروزی انقلاب اسلامی و در پی ترور سید محمدابراهیم فقیهی (رئیس دانشکده پزشکی) در سال ۱۳۶۰، نام این مرکز از بیمارستان سعدی به بیمارستان شهید دکتر فقیهی تغییر یافت.